# Keilbachia indigena
Keilbachia indigena är en tvåvingeart som beskrevs av Werner Mohrig 1996. Keilbachia indigena ingår i släktet Keilbachia och familjen sorgmyggor. Inga underarter finns listade i Catalogue of Life.